# كوثبرت باتلر
كوثبرت باتلر (بالإنجليزية: Robert Butler)‏ هو سياسي أسترالي، ولد في 20 أبريل 1889 في المملكة المتحدة، وتوفي في 8 نوفمبر 1950 في أستراليا. حزبياً، نشط في حزب العمال الأسترالي. وقد انتخب عضو المجلس التشريعي ولاية كوينزلاند.